# Países Bajos en los Juegos Paralímpicos de Innsbruck 1984
Los Países Bajos estuvieron representados en los Juegos Paralímpicos de Innsbruck 1984 por seis deportistas, cinco hombres y una mujer. El equipo paralímpico neerlandés no obtuvo ninguna medalla en estos Juegos.